# Мидзуэ (станция)

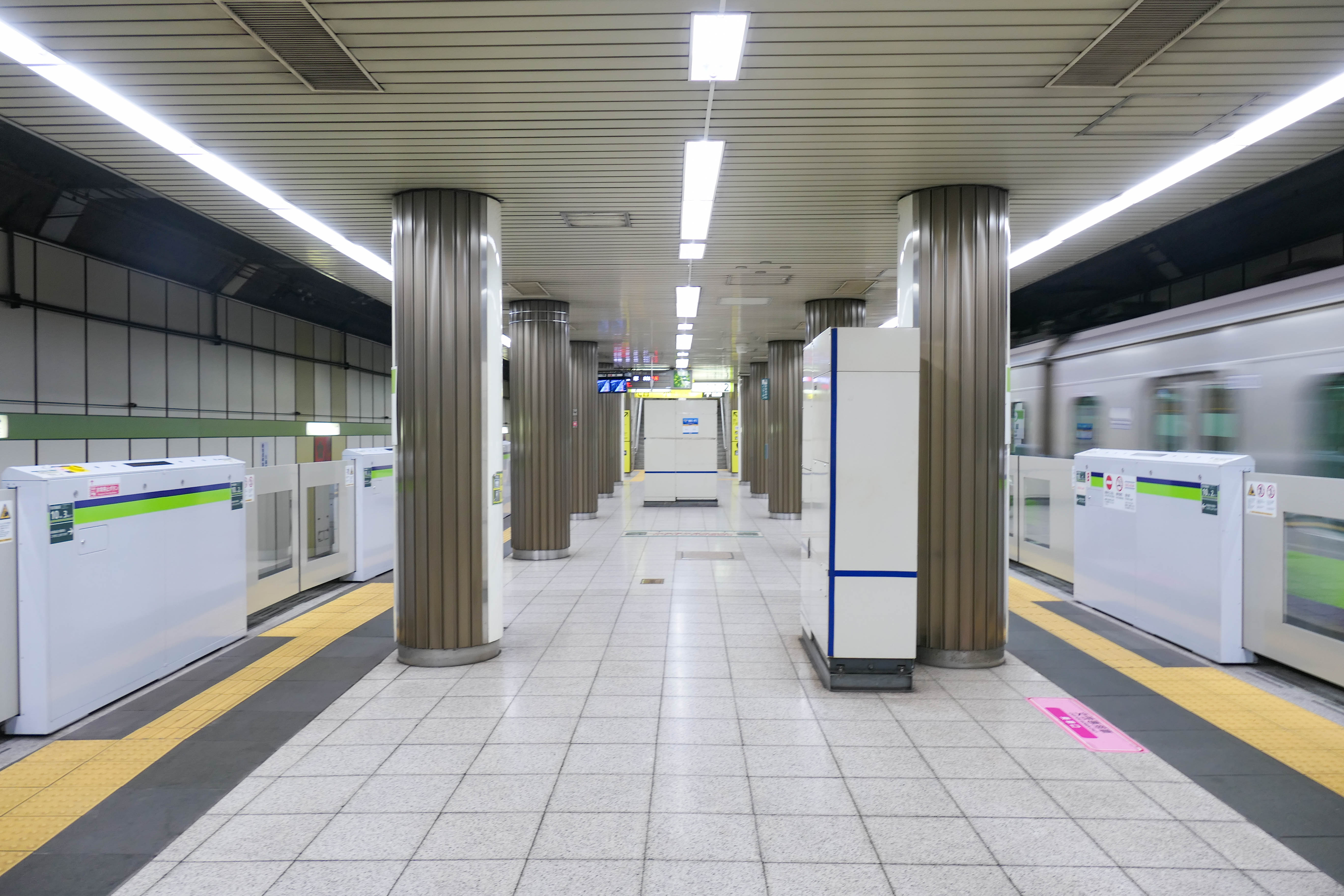
Платформа станции

Станция Мидзуэ (яп. 瑞江駅 мидзуэ эки) — железнодорожная станция расположенная в специальном районе Эдогава , Токио. Станция обозначена номером S-19. Станция была открыта 14 сентября 1986 года. На станции установлены автоматические платформенные ворота.

## Планировка станции
2 пути и одна платформа островного типа.
| 1 | ○ Линия Синдзюку | Бакуро-Ёкояма, Синдзюку, Сасадзука, Хасимото |
| 2 | ○ Линия Синдзюку | Мотоявата                                    |

## Окрестности станции
Станция находится посреди жилого района. В районе станции расположены:
- Tōbu Friend Hall
- Mizue Daiichi Hotel
- Tōbu Citizen's Hall
- Lapark Mizue (торговый центр)

## Автобусы
Keisei Bus: Мидзуэ-Эки
- Синко 71: до станции Син-Койва через станцию Синодзаки
- Ko 72: до станции Койва через больницу Эдогава
- Ko 73: до станции Койва, Edogawa Sports Land через Синодзаки-Кайдо
- Ko 76: до станции Койва, Edogawa Sports Land через Синодзаки-Кайдо

## Близлежащие станции
| «                           |                | Линия          |                | »              |
| Линия Синдзюку              | Линия Синдзюку | Линия Синдзюку | Линия Синдзюку | Линия Синдзюку |
| --------------------------- | -------------- | -------------- | -------------- | -------------- |
| Итиноэ                      | Итиноэ         | Local          | Синодзаки      | Синодзаки      |
| Express: не останавливается |                |                |                |                |